# Gama funkce

Graf funkce gama pro reálná čísla.

Gama funkce (někdy také označovaná jako Eulerův integrál druhého druhu) je zobecněním faktoriálu pro obor komplexních čísel. Používá se v mnoha oblastech matematiky, např. pro popis některých rozdělení pravděpodobnosti.
Funkce je značena pomocí řeckého písmene gama a je definována jako holomorfní rozšíření integrálu:
{\displaystyle \Gamma (z)=\int _{0}^{\infty }t^{z-1}\mathrm {e} ^{-t}\,\mathrm {d} t}
Ačkoliv integrál samotný konverguje jen, je-li reálná část z kladná, gama funkce je definována pro libovolné komplexní číslo, kromě nekladných celých čísel.

## Vlastnosti
Funkce {\displaystyle \Gamma } je spojitá pro {\displaystyle z>0}. Funkce {\displaystyle \Gamma } diverguje pro celá {\displaystyle z\leq 0}. Tyto body jsou póly prvního řádu a odpovídající rezidua jsou {\displaystyle \operatorname {Res} _{z=k,k\in \mathbb {Z} ,k\leq 0}\Gamma (z)={\frac {(-1)^{-k}}{\Gamma (-k)}}}. Jiné singularity nemá a jedná se tedy o funkci meromorfní v celém oboru {\displaystyle \mathbb {C} }.
Pro n-tou derivaci platí vztah
{\displaystyle \Gamma ^{(n)}(z)=\int \limits _{0}^{\infty }t^{z-1}\mathrm {e} ^{-t}\ln ^{n}t\,\mathrm {d} t}.
V oblasti kladných reálných čísel má gama funkce minimum v bodě {\displaystyle x\approx 1{,}461\,6}.

### Užitečné vztahy
- Pro přirozená čísla {\displaystyle n} platí {\displaystyle \Gamma (n)=(n-1)!\,}
- Pro kladná polocelá čísla můžeme psát pomocí dvojného faktoriálu

{\displaystyle \Gamma \left({\tfrac {n}{2}}\right)={\sqrt {\pi }}{\frac {(n-2)!!}{2^{\frac {n-1}{2}}}}}
- {\displaystyle \Gamma (z+1)=z\Gamma (z)\,}
- {\displaystyle \Gamma (z)\Gamma (1-z)={\frac {\pi }{\sin {\pi z}}}\;{\mbox{ pro }}0<z<1}
- {\displaystyle \Gamma (z)\Gamma \left(z+{\frac {1}{2}}\right)={\frac {\sqrt {\pi }}{2^{2z-1}}}\Gamma (2z)}

## Některé hodnoty
| {\displaystyle x}               | {\displaystyle \Gamma (x)}                    |
| ------------------------------- | --------------------------------------------- |
| {\displaystyle -2}              | nedefinováno                                  |
| {\displaystyle -{\frac {3}{2}}} | {\displaystyle {\frac {4{\sqrt {\pi }}}{3}}}  |
| {\displaystyle -1}              | nedefinováno                                  |
| {\displaystyle -{\frac {1}{2}}} | {\displaystyle -2{\sqrt {\pi }}}              |
| {\displaystyle 0}               | nedefinováno                                  |
| {\displaystyle {\frac {1}{2}}}  | {\displaystyle {\sqrt {\pi }}}                |
| {\displaystyle 1}               | {\displaystyle 0!=1}                          |
| {\displaystyle {\frac {3}{2}}}  | {\displaystyle {\frac {\sqrt {\pi }}{2}}}     |
| {\displaystyle 2}               | {\displaystyle 1!=1}                          |
| {\displaystyle {\frac {5}{2}}}  | {\displaystyle {\frac {3{\sqrt {\pi }}}{4}}}  |
| {\displaystyle 3}               | {\displaystyle 2!=2}                          |
| {\displaystyle {\frac {7}{2}}}  | {\displaystyle {\frac {15{\sqrt {\pi }}}{8}}} |
| {\displaystyle 4}               | {\displaystyle 3!=6}                          |

## Grafy

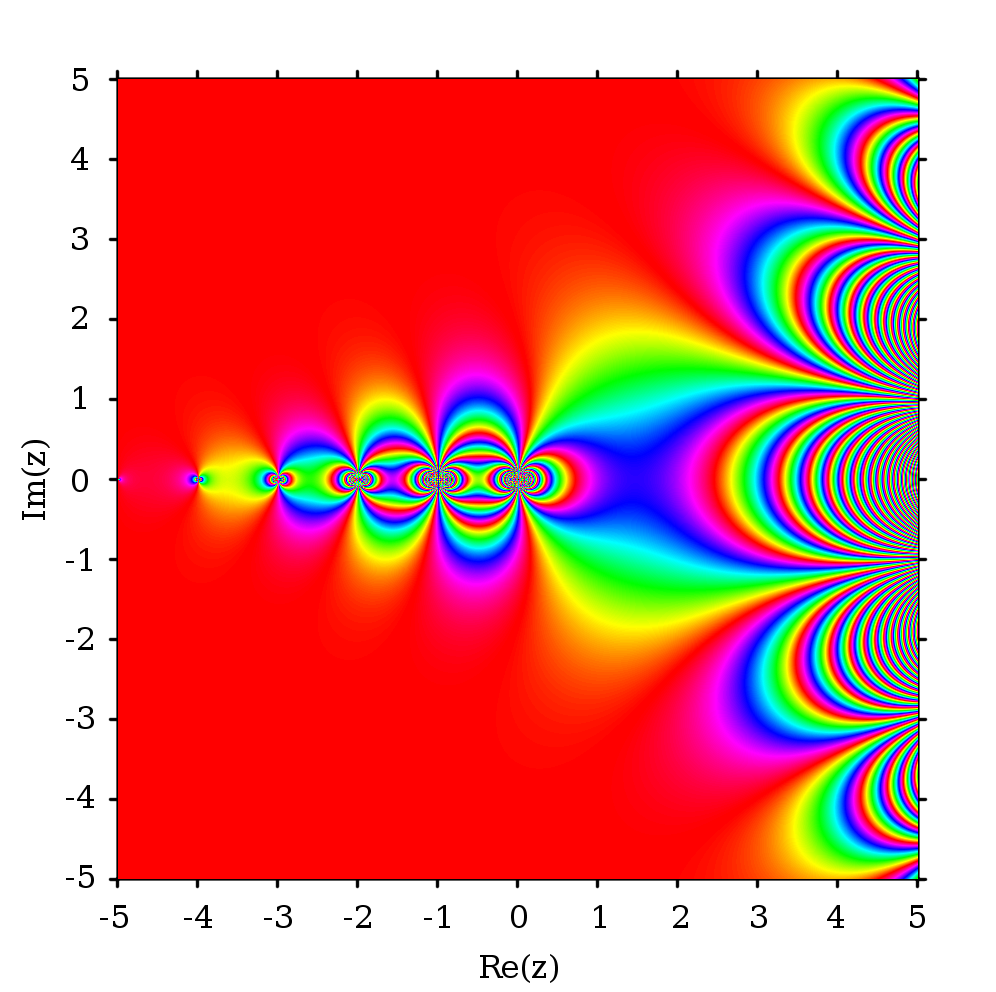
Reálná část Γ(z)
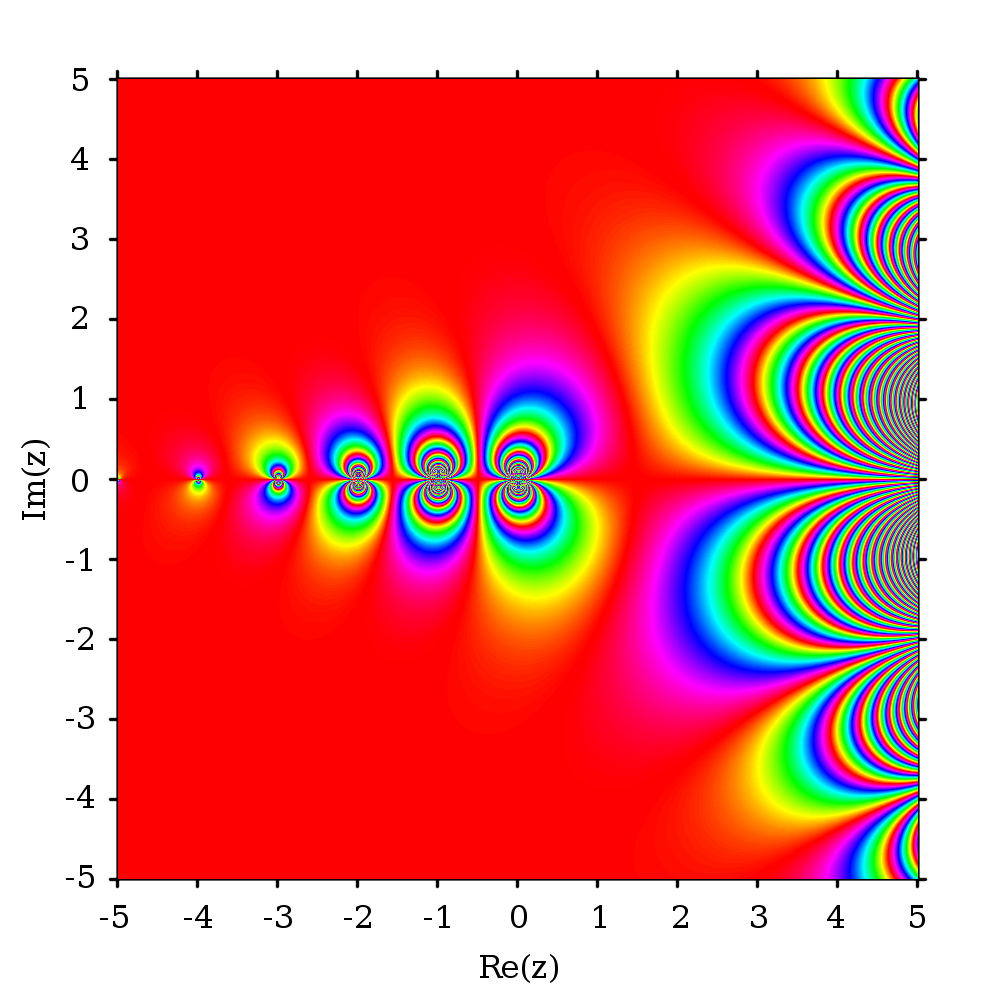
Imaginární část Γ(z)
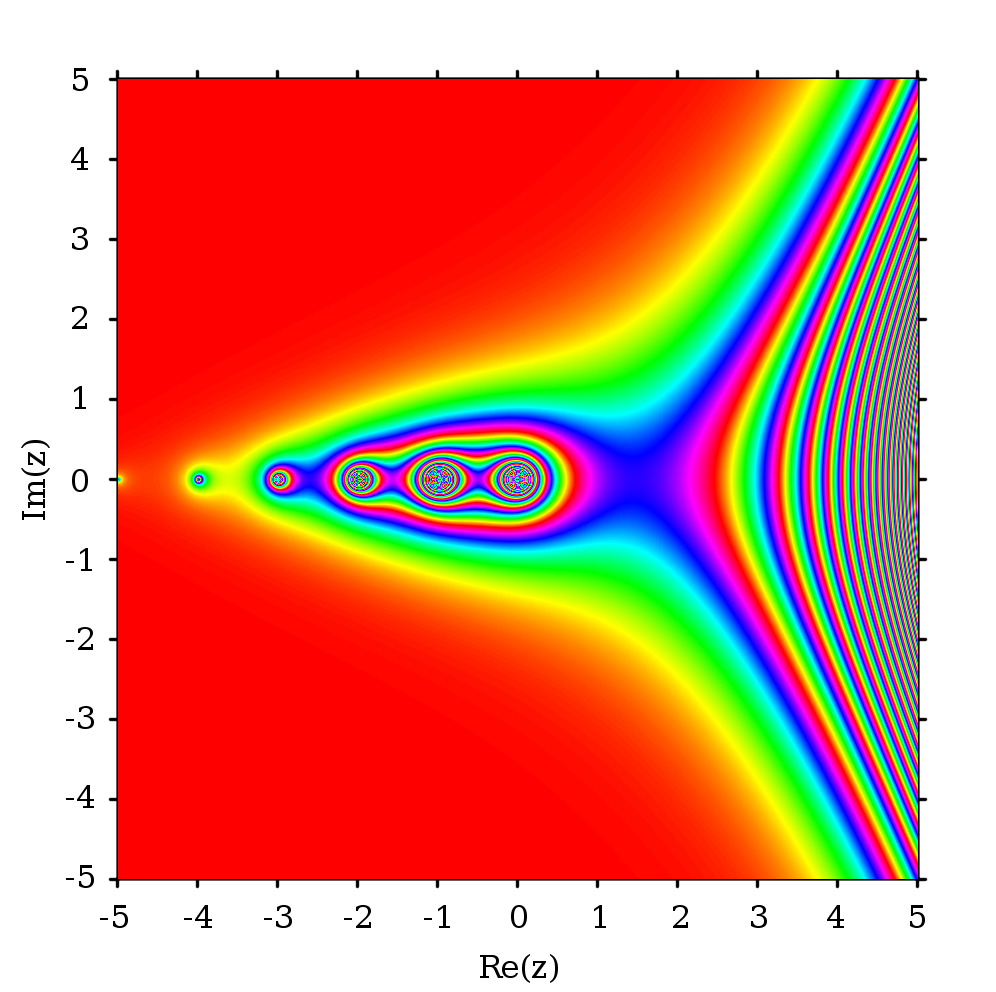
Absolutní hodnota Γ(z)
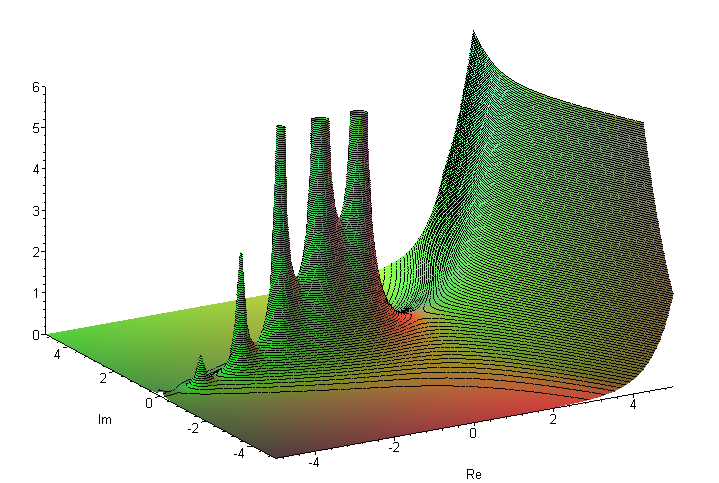
Absolutní hodnota Γ(z), 3D pohled